# Nová Ves, Praha-východ
Nová Ves là một làng thuộc huyện Praha-východ, vùng Středočeský, Cộng hòa Séc.